# Fabrício Bruno
Fabrício Bruno Soares de Faria (Ibirité, 12 de febrero de 1996), más conocido como Fabrício Bruno, es un futbolista profesional brasileño que juega como defensa central en el Clube de Regatas do Flamengo.

## Carrera

#### Inicios
Nacido en Ibirité, Fabrício Bruno comenzó a jugar fútbol en una escuela de su ciudad natal, luego se trasladó al Comercial do Barreiro y luego al Desportivo Minas, antes de llegar al Cruzeiro en junio de 2013.

### Cruzeiro

#### 2016
Fabrício se consolidó por su liderazgo en los equipos juveniles, habiendo sido el capitán de la Raposa en la Copa São Paulo de Futebol Júnior de 2016 y uno de los destacados del equipo, a pesar de la eliminación del club en los cuartos de final después de una derrota por 2-0 ante Vitória. Con sus buenas actuaciones, comenzó a entrenar con el primer equipo en 2016 y fue observado por el entonces entrenador del club, Deivid, renovó su contrato hasta 2019 y fue promovido al primer equipo en febrero.
Su debut en el primer equipo ocurrió el 10 de abril de 2016, en la victoria por 3-2 sobre Boa Esporte, en un partido en el que el entrenador Deivid descansó al equipo titular y dio oportunidad a los suplentes del equipo. Marcó su primer gol en su carrera y con el Cruzeiro el 29 de junio, en la derrota por 3-2 ante Chapecoense en la 12.ª jornada del Campeonato Brasileño de Fútbol de 2016, marcando el gol que empató el partido en 2-2, pero Chapecoense hizo el tercero y ganó el partido. Su primer partido como titular fue el 16 de junio, en la derrota por 1-0 ante Flamengo en la 8.ª jornada del Campeonato Brasileño. El 19 de diciembre se anunció su préstamo a Chapecoense hasta diciembre de 2017, con los salarios siendo pagados en su totalidad por el equipo de Chapecó. Debido al préstamo, Fabrício Bruno renovó su contrato con Cruzeiro por un año más. En esta primera pasada, jugó ocho partidos y marcó un gol por el equipo celeste.

### Chapecoense

#### 2017
Fue presentado oficialmente por el club el 19 de enero. Su primer gol con la camiseta de Chapecoense fue el 20 de agosto, en la buena victoria por 2-0 sobre Palmeiras en la 21.ª jornada del Campeonato Brasileño. Fue titular en prácticamente todos los partidos y en total jugó 40 partidos en su primera temporada.

#### 2018
Marcó su segundo gol el 19 de febrero, en la victoria por 2-0 sobre Avaí en la 9.ª jornada del Campeonato Catarinense. Después de haber jugado solo nueve partidos y siendo un titular absoluto, tuvo un año con pocas actuaciones debido a una pubalgia sufrida en febrero, estando casi siete meses inactivo. Antes de volver al primer equipo, jugó dos partidos con el equipo Sub-23 en el Campeonato Brasileño de Aspirantes de 2018, contra Internacional y Santos.
Volvió al primer equipo solo al final de la temporada, recuperando la titularidad y jugando en 16 partidos, terminando el año con buenas actuaciones en defensa junto a Douglas Grolli.

#### 2019
El 4 de enero se anunció la renovación de su préstamo por otro año más, habiendo llegado a su tercera temporada en el club catarinense. Con ello, Fabrício renovó su contrato una vez más con el Cruzeiro, esta vez hasta el 2021. A pesar de haber acordado otro año de préstamo, el 13 de enero se anunció su regreso al equipo minero debido a que Manoel había ido al Corinthians, abriendo una vacante en el equipo y por eso el club había solicitado su regreso. En total, jugó en 58 partidos con el club catarinense, habiendo hecho dos goles.

### Regreso al Cruzeiro
Después de entrar en el transcurso del partido contra Boa Esporte en el Campeonato Mineiro y Huracán en la Libertadores, fue titular por primera vez el 10 de marzo en la victoria por 3-0 sobre Tombense, en el partido que Mano Menezes alineó a los reservas. En esta pasaje, se solidificó como titular en el segundo semestre de la temporada, jugando en 26 partidos con el club. Por sus buenas actuaciones, recibió propuestas del Braga en junio y del Celtic, pero ambas fueron rechazadas por el club minero.
Al final de su paso por el club, Fabrício Bruno terminó demandando al club minero y acudiendo a la justicia por una división de más de 4 millones de reales, pero aceptó eliminarla si su contrato era rescindido y quedaba libre en el mercado, lo cual ocurrió el 14 de enero. El club mantuvo el 25% de los derechos y recibió alrededor de R$ 500 mil por su transferencia que serían R$ 2,5 millones, pero la matriz del Bragantino decidió detener las negociaciones debido al proceso. En total, sumando las dos etapas con el club minero, jugó en 34 partidos y anotó un gol por el Cruzeiro.

### Red Bull Bragantino

#### 2020
El 20 de enero, se anunció como nuevo refuerzo del Red Bull Bragantino. Hizo su debut con el "Massa Bruta" el 15 de febrero, en la victoria por 3-0 sobre Oeste en la sexta ronda del Campeonato Paulista.
Completó 100 partidos en su carrera el 4 de agosto, en la victoria por 1-0 sobre Guarani en la final del Campeonato Paulista del Interior, siendo este su primer título con la camiseta del Massa Bruta.

#### 2021
Su primer gol con la camiseta del Bragantino lo hizo en su decimocuarta partida con el club el 6 de enero de 2021, en la victoria por 4-2 sobre el Sao Paulo en la vigésima octava ronda del Campeonato Brasileño. Debido a sus buenas actuaciones, fue observado y especulado por equipos europeos, específicamente de Italia y Portugal, en medio de la temporada. Fue uno de los destacados del elenco que llevó al Bragantino a disputar la primera Copa Sudamericana de su historia y a regresar a una competición continental después de 25 años de ausencia, al finalizar el Campeonato Nacional en el décimo lugar.
Marcó uno de los goles en la victoria por 2-0 sobre Emelec en la cuarta ronda de la fase de grupos de la Sudamericana el 11 de mayo. Anotó nuevamente el 14 de julio, en la victoria por 2-0 sobre Independiente Del Valle en el partido de ida de los octavos de la Sudamericana. Llegó a los 50 partidos con la camiseta del Massa Bruta en el empate 2-2 con el Santos en la duodécima ronda del Brasileirão el 18 de julio. En julio, en sus 26 partidos del Brasileirão en la temporada, Fabrício era el líder en cortes (119) y pases acertados (1107), segundo en lanzamientos acertados (128) y tercero en divididas ganadas (98). Entre otros defensores del Campeonato, era el tercero en lanzamientos acertados (128), cuarto en pases acertados (1107) y sexto en cortes (119). También había sido titular en 46 de los 49 partidos del equipo en la temporada.
El Bragantino llegó a la final de la Sudamericana, pero fue derrotado en la final por 1-0 por el Athletico Paranaense y quedó con el subcampeonato. A pesar de no quedarse con el título, Fabrício fue elegido para la selección del torneo junto con otros dos compañeros de equipo, Léo Ortiz y Artur. En el Campeonato Brasileño, ayudó al Bragantino a conquistar la inédita plaza para la Copa Libertadores. Finalizó la temporada como uno de los destacados del club, habiendo sido el líder en pases acertados del equipo y con 57 partidos disputados en la temporada, con dos goles y una asistencia.

#### 2022
Disputó solo cuatro partidos del Paulista en el año antes de despedirse del Bragantino. En total, jugó 82 partidos y marcó tres goles para el equipo de Bragança Paulista.

### Flamengo

#### 2022
Fue anunciado y presentado por el Flamengo el 9 de febrero de 2022, firmando un contrato hasta 2025 y utilizando la camiseta 15. Debutó en Flamengo el 13 de febrero en la victoria por 5-0 sobre Nova Iguaçu en la sexta jornada del Campeonato Carioca, teniendo una buena actuación y siendo elogiado. Fue titular absoluto y tuvo continuidad con ocho partidos (todos como titular) en el equipo hasta el 30 de marzo, cuando se lesionó en el partido de ida de la final del Campeonato Carioca contra Fluminense, y el equipo recibió dos goles poco después de su salida. Antes de su lesión, contribuyó con 18 desarmes exitosos (la segunda mejor marca del equipo), tuvo 333 pases exitosos (la tercera mejor marca del equipo) y cometió solo ocho faltas, sin haber recibido ninguna tarjeta.
Fue convocado y considerado para ser titular en el partido de vuelta el 2 de abril, pero sintió dolores antes del inicio y fue descartado. Fabrício volvería a jugar solo cuatro meses después, en la derrota por 1-0 ante Corinthians en la decimosexta jornada del Campeonato Brasileño.
En el partido válido por la vigésima segunda jornada del Campeonato Brasileño el 14 de agosto, el marcador se abrió y amplió en dos goles prácticamente iguales: Marinho lanzó el tiro de esquina y Fabrício Bruno cabeceó para marcar dos veces en menos de tres minutos, siendo estos los primeros y segundos goles de Fabrício con la camiseta del Flamengo, y siendo elegido como el mejor jugador de la jornada.
En la victoria sobre el Atlético Mineiro en la jornada 32 del Brasileirão, dio la asistencia para que Éverton Cebolinha hiciera el gol de la victoria por 1-0. Conquistó su primer título con Flamengo al consagrarse campeón de la Copa de Brasil ante Corinthians en los penaltis por 6-5, después del empate de 1-1 en el tiempo regular.
Fabrício pronto se convirtió en titular absoluto, llamando la atención por su velocidad, recuperación y juego aéreo. Aunque terminó la temporada como suplente, formó una gran pareja de defensa con Pablo en el Brasileirao. Fabrício disputó 28 partidos y marcó dos goles.

#### 2023
Fabrício Bruno fue uno de los principales destacados del club en una temporada escasa de títulos, habiendo participado en 64 de los 76 partidos del equipo, siendo el atleta que más jugó en la temporada y con mayor regularidad. Además de sus buenas actuaciones, integró las Selecciones del Campeonato Carioca y de la Copa de Brasil.

#### 2024
Especulado en otros clubes debido a su buena temporada pasada, el 31 de enero se anunció la renovación de su contrato hasta diciembre de 2028.
Alcanzó la marca de 100 partidos con el club el 25 de febrero, en la victoria por 2-0 sobre el Fluminense, por la 10ª jornada del Campeonato Carioca. Antes de la última jornada contra el Madureira el 2 de marzo, Fabrício recibió un cuadro en conmemoración de la marca, pero durante el partido sufrió un trauma en el rostro tras una disputa, siendo sustituido por Leo Pereira en el descanso. El Flamengo ganó por 3-0 y se coronó campeón de la Taça Guanabara.
Tras tener buenas actuaciones en la temporada como titular del equipo, Fabrício Bruno despertó el interés del West Ham, y a finales de mayo el club inglés ofreció una propuesta de 15 millones de euros, equivalente a 83,6 millones de reales. La directiva rubro-negra vio con buenos ojos la transferencia y encaminó la salida del atleta. Sin embargo, alegando motivos personales, el defensa rechazó la propuesta y decidió permanecer en el Flamengo.

## Selección de Brasil
El 11 de marzo de 2024, fue convocado por Dorival Júnior para los amistosos contra España e Inglaterra los días 23 y 26 del mismo mes, respectivamente, en sustitución de Marquinhos, que estaba lesionado. Esta fue su primera convocatoria para la Selección. Hizo su debut en la victoria por 1-0 sobre Inglaterra, jugando los 90 minutos.

## Clubes
| Club                 | País   | Año       | Partidos | Goles |
| -------------------- | ------ | --------- | -------- | ----- |
| Cruzeiro             | Brasil | 2016-2019 | 34       | 1     |
| Chapecoense (cedido) | Brasil | 2017-2018 | 56       | 2     |
| Red Bull Bragantino  | Brasil | 2020-2022 | 82       | 3     |
| Flamengo             | Brasil | 2022-2024 | 105      | 5     |
| Cruzeiro             | Brasil | 2025      |          |       |